# Adina rubella
Adina rubella är en måreväxtart som beskrevs av Henry Fletcher Hance. Adina rubella ingår i släktet Adina och familjen måreväxter. Inga underarter finns listade i Catalogue of Life.